# Hasenpohl
Hasenpohl ist eine Gemarkung auf dem Gebiet der Stadt Königswinter im nordrhein-westfälischen Rhein-Sieg-Kreis.
Hasenpohl wurde 1555 in einer Erkundigung über die Gerichtsverfassung im Herzogtum Berg als Haselpol erwähnt. Spätestens seitdem war es der Name einer der zuletzt fünf Honschaften, aus denen sich das Kirchspiel Oberpleis im bergischen Amt Blankenberg zusammensetzte. Den Kern der Honschaft bildeten die Flurstücke Am Hasenpohl und Im Hasenpohl, durch die der oberhalb entspringende Hasenpohler Bach verläuft. Sie liegen im südöstlichen Bereich des heutigen Ortsteils Thomasberg am Hasenpohler Weg. Zur Honschaft Hasenpohl gehörten die Orte Ruttscheid und Mittelpütz sowie die Höfe zu Bellinghausen und Kippenhohn. In den 1898 erschienenen „Erläuterungen zum geschichtlichen Atlas der Rheinprovinz“ des Historikers Wilhelm Fabricius wurde die Honnschaft „Hasenbosen“ genannt.
Nach Auflösung des Herzogtums Berg im Jahre 1806 wurde die vormalige Honschaft Ende des Jahres 1808 in eine unselbständige Gemeinde bzw. einen Ortsbezirk der Mairie Oberpleis (ab 1813 „Bürgermeisterei Oberpleis“) überführt, die verwaltungsmäßig zum Kanton Hennef im Großherzogtum Berg gehörte. In preußischer Zeit (ab 1815) blieb Hasenpohl als Kataster- bzw. Steuergemeinde Teil der Bürgermeisterei Oberpleis und wurde dem Kreis Siegburg (ab 1825 „Siegkreis“) zugeordnet. Die Gemeinde wurde 1845/46 Teil der neu gebildeten, politisch eigenständigen Gemeinde Oberpleis. Bis 1969 blieb die weiter bestehende Gemarkung Hasenpohl Teil der Gemeinde Oberpleis.

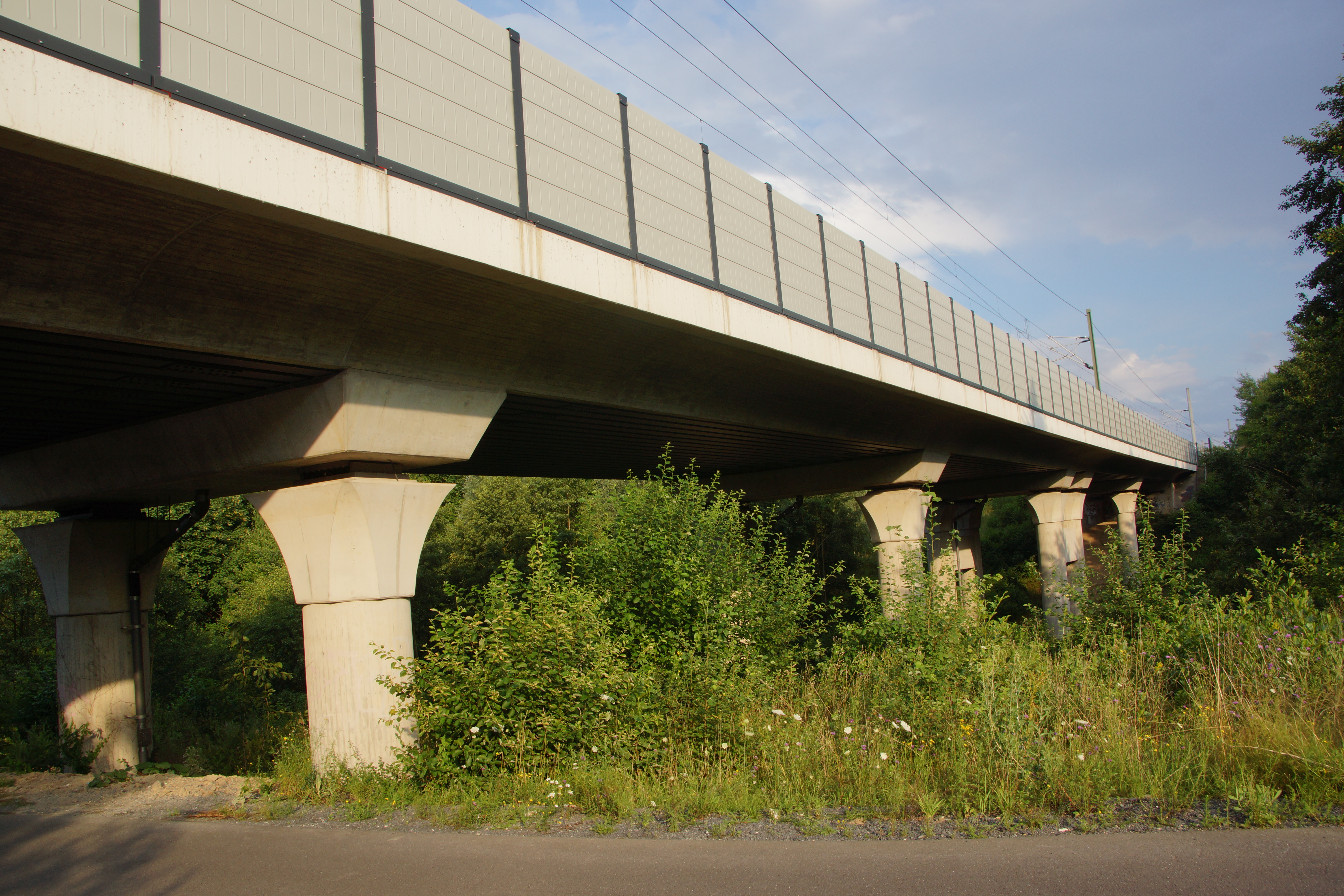
Talbrücke Hasenpohl

Auf dem Gebiet der Gemarkung Hasenpohl liegen heute neben Teilbereichen von Thomasberg bzw. Heisterbacherrott, die die ehemals eigenständig benannten Orte Büsch, Mettelsiefen, Steinringen, Pützbroichen und Wiese umfassen, die Ortschaften Bellinghausen, Bellinghauserhohn, Kippenhohn und Ruttscheid sowie der Großteil von Hasenboseroth. Nach der Gemarkung benannt ist auch die Talbrücke Hasenpohl der Eisenbahn-Schnellfahrstrecke Köln–Rhein/Main.